# 線文字B

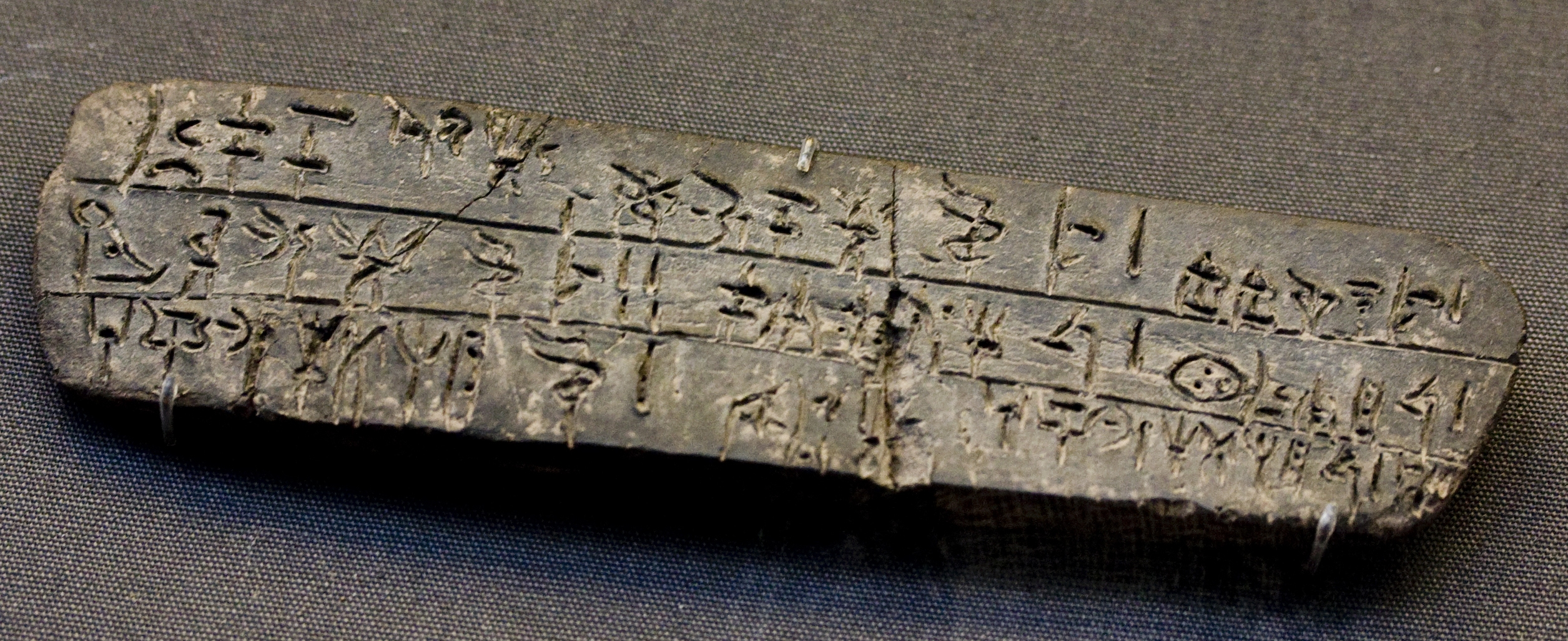
アーサー・エヴァンズによって発見された、線文字Bが刻まれた粘土板

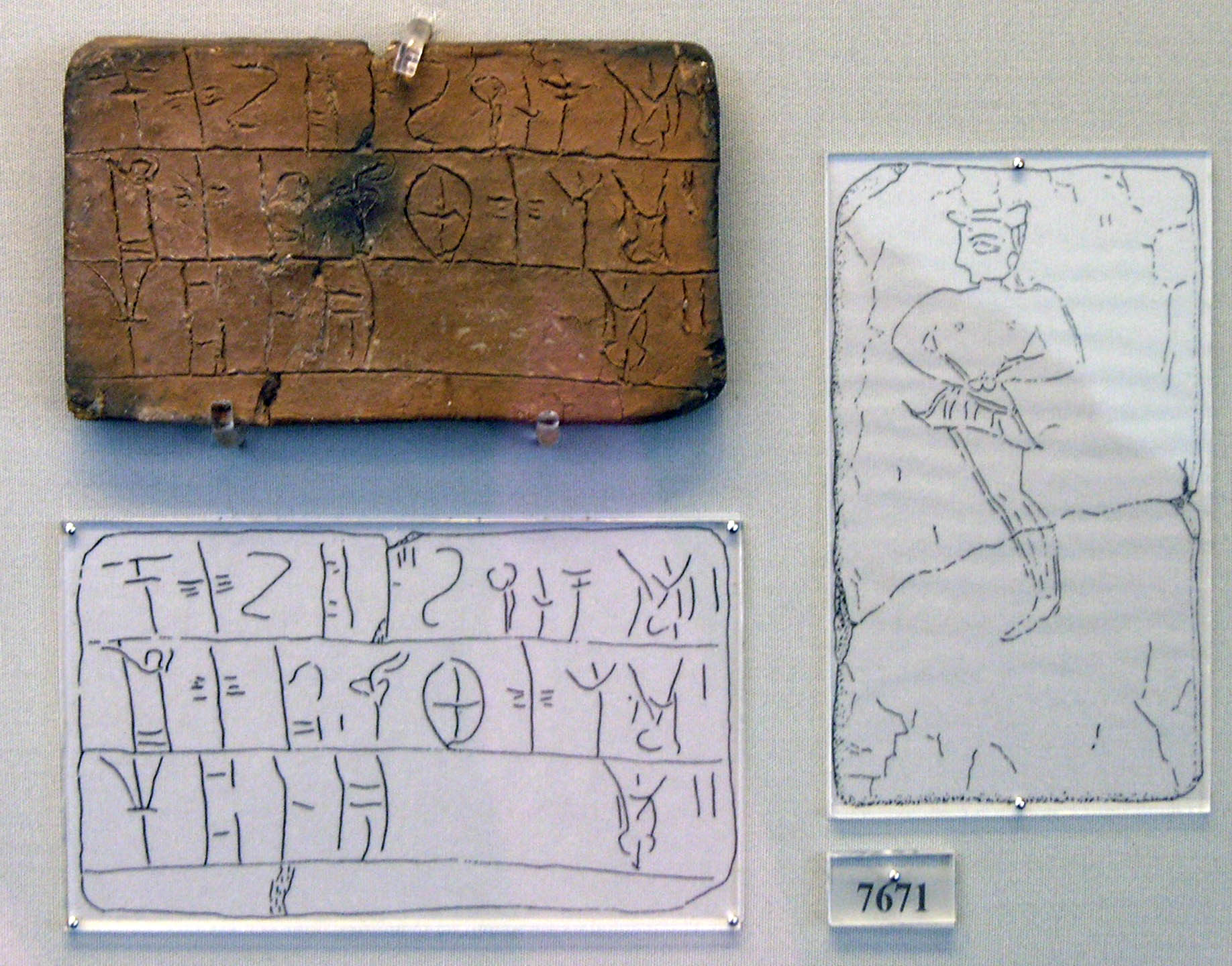
粘土板

線文字B（せんもじB、Linear B）は、紀元前1550年から紀元前1200年頃まで、ギリシア本土およびクレタ島で使われていた文字である。古いギリシア語の方言を表記するのに用いられた。
主に粘土板の上に左から右に書かれ、音節文字と「表意文字」と呼ばれるが実際は文字ではない絵画的な記号、および数字と単位記号から構成される。
この文字によって表されるギリシア語をミケーネ・ギリシャ語と称する。

## 概要
線文字Bを記した粘土板は、ギリシア本土のピュロス、ミケーネ、テーバイ、ティリンス、およびクレタ島のクノッソスとハニアから発見されている。線文字Bは、書簡や論文などには使用されず、また、文字が書き留められた粘土板は、人為的に焼成されていないことから、単純に記録を伝えるためだけに用いられたものと考えられている。文学はなく、人名と職業が書かれた帳簿、物品目録、宮廷内の単なる事柄が記録されていた。
多くの場合、粘土板の上に横に罫線を引き、その上に左から右へ字が書かれる。
主要な部分は1つの母音(V)、または子音と母音(CV)を表す音節文字であり、59文字から構成される。このほかにおそらく二重母音や気音、あるいは子音結合をふくむ音節を表したと見られる16の文字がある。そのほかに11の文字があるが、使用頻度が少ないために音価がわかっていない。単語を区切るための縦棒があり、単語はこの記号、またはスペース、または文字の高さの変更によって区切られる。
線文字Bはギリシア語の有声・無声・帯気音の区別のうち、t と d 以外は区別されない。r と l の区別もなく、母音の長短も区別されない。子音結合は前後の母音を補う場合もあるが、一部の子音は書かれない。語末の子音(s,r,n)も省略される。
「表意文字」と呼ばれる記号はミケーネ・ギリシア人の経済にとって重要だった資産を絵にしたものである。その総数ははっきりせず、今後も増える可能性がある。ほかに数字がある。

## 系統
線文字Bより古い線文字Aは未解読だが、線文字Bと同様に音節文字と表意文字から構成され、その形は大部分が線文字Bと共通している。
紀元前1千年紀にキプロス島で用いられたキュプロス文字も音節文字であり、多くの点で線文字Bに似ている。線文字Bとキュプロス文字の間には形と読みの両方が一致する文字がいくつかある。

## 研究史
1900年に、イギリスの考古学者アーサー・エヴァンズはクレタ島のクノッソス宮殿跡を発掘し、多数の粘土板を得た。エヴァンズはこれらの文字を聖刻文字、線文字A、線文字Bに分類した。線文字Bの資料は3000枚に上ることが知られていたが、この文字をエヴァンズは自ら解読しようとしたため、ごく一部しか公開されなかった。1941年にエヴァンズが没した後も、第二次世界大戦のために資料は梱包されてしまい、戦後しばらくの間は利用することができなかった。クノッソスの粘土板で、1950年までに学者が利用できたのは、エヴァンズの1909年の著書に収める14枚、1935年の120枚、およびフィンランドのJohannes Sundwallが1932年に発表した32枚にすぎなかった。
1939年にアメリカの考古学者カール・ブレーゲンは、ギリシア本土のピュロスで600枚の線文字B粘土板を発見した。ブレーゲンは粘土板の研究を若い研究者であるエメット・ベネットに託し、その結果は1951年に出版された。この著書は線文字Bの最初の信頼できる一覧を含んでいた。また、クノッソスの線文字B文書は、エヴァンズの同僚であったジョン・マイアーズによって編纂され、1952年に『ミノア文書』(Scripta Minoa)巻2として出版された。
第二次世界大戦までにわかっていたことは、線文字Bが左から右へ書く音節文字と表意文字であること、単語の区切りがあること、数字の意味、およびアーサー・カウリーによって1927年に指摘された「少年」と「少女」を意味する単語、くらいが全部であった。
戦後、アメリカのアリス・コーバーは線文字Bの表す言語が何であるかという憶測を排し、純粋に内的証拠によって線文字Bが屈折語であること、語尾変化のパターンからどの文字とどの文字の子音・母音が同じであるかを知ることができることを示した。コーバーはそこから五十音図に似た格子の作成にまで到ったが、1950年に病没した。コーバーの格子は母音2×子音5の小さな表に過ぎず、いかなる音価も与えられていなかったが、その根拠は非常に確実なものだった。
イギリスの建築家マイケル・ヴェントリスは早くから線文字Bの解読を志していたが、1951年から1952年にかけて精力的に研究を行った。彼はコーバーの格子を拡張しようとし、また頻度の分布から音節文字のうち5つが母音字であることを明らかにした。またベネットの著書から、コーバーの論文に出てくる名詞の一部がピュロスの粘土板に見えないことを発見し、これらがクレタ島の地名であると判断した。キュプロス文字との類似の助けによって一部の文字に音価をあてはめることにより、クノッソス・ファイストス・アムニソス・テュリッソス・リュクトスなどの地名を同定することができた。これによって文字の音価が判明し、ヴェントリスは粘土板の中にギリシア語の古形と思われる多数の語彙を発見できた。
1952年7月1日、BBCのラジオ番組でヴェントリスは自分の発見を語った。この放送を聞いたケンブリッジ大学の古典学者ジョン・チャドウィックは、マイアーズに連絡を取り、ヴェントリスからマイアーズに送られていたノートを受けとって自分で確認してみた。チャドウィックはギリシア語方言の専門家であり、ヴェントリスが見逃した多数のギリシア語を発見することができた。チャドウィックはヴェントリスと協力して論文を書き、1952年11月に公刊された。
- Michael Ventris; John Chadwick (1953). “Evidence for Greek Dialect in the Mycenaean Archives”. The Journal of Hellenic Studies 73:  84-103. JSTOR 628239.

ヴェントリスとチャドウィックの解読はすぐに認められたわけでなく、当初はギリシア語に似た単語が偶然見つかっただけではないかという疑いが残った。ベネット、ブレーゲン、マイアーズを含めて当否の判断をさし控えていた。1953年春、ブレーゲンがピュロスで1952年に新たに発見した粘土板の中から偶然の一致をほとんど排除する文書が発見され、解読は広く認められるようになった。

## 音節文字の一覧
1音節（VまたはCV）を表す文字は以下の59文字がある。「*」ではじまる識別番号はベネットによる。
|    | -a | -a     | -e | -e     | -i | -i     | -o | -o     | -u | -u     |
| -- | -- | ------ | -- | ------ | -- | ------ | -- | ------ | -- | ------ |
|    | 𐀀  | a *08  | 𐀁  | e *38  | 𐀂  | i *28  | 𐀃  | o *61  | 𐀄  | u *10  |
| d- | 𐀅  | da *01 | 𐀆  | de *45 | 𐀇  | di *07 | 𐀈  | do *14 | 𐀉  | du *51 |
| j- | 𐀊  | ja *57 | 𐀋  | je *46 |    |        | 𐀍  | jo *36 |    |        |
| k- | 𐀏  | ka *77 | 𐀐  | ke *44 | 𐀑  | ki *67 | 𐀒  | ko *70 | 𐀓  | ku *81 |
| m- | 𐀔  | ma *80 | 𐀕  | me *13 | 𐀖  | mi *73 | 𐀗  | mo *15 | 𐀘  | mu *23 |
| n- | 𐀙  | na *06 | 𐀚  | ne *24 | 𐀛  | ni *30 | 𐀜  | no *52 | 𐀝  | nu *55 |
| p- | 𐀞  | pa *03 | 𐀟  | pe *72 | 𐀠  | pi *39 | 𐀡  | po *11 | 𐀢  | pu *50 |
| q- | 𐀣  | qa *16 | 𐀤  | qe *78 | 𐀥  | qi *21 | 𐀦  | qo *32 |    |        |
| r- | 𐀨  | ra *60 | 𐀩  | re *27 | 𐀪  | ri *53 | 𐀫  | ro *02 | 𐀬  | ru *26 |
| s- | 𐀭  | sa *31 | 𐀮  | se *09 | 𐀯  | si *41 | 𐀰  | so *12 | 𐀱  | su *58 |
| t- | 𐀲  | ta *59 | 𐀳  | te *04 | 𐀴  | ti *37 | 𐀵  | to *05 | 𐀶  | tu *69 |
| w- | 𐀷  | wa *54 | 𐀸  | we *75 | 𐀹  | wi *40 | 𐀺  | wo *42 |    |        |
| z- | 𐀼  | za *17 | 𐀽  | ze *74 |    |        | 𐀿  | zo *20 |    |        |

## Unicode
Unicodeバージョン4.0（2003年）で線文字Bは追加多言語面に追加された。